# Patrick Chan
Patrick Lewis Wai-Kuan Chan (* 31. prosince 1990, Ottawa) je bývalý kanadský krasobruslař čínského původu. Je trojnásobným mistrem světa v soutěži jednotlivců (2011, 2012, 2013), má stříbro z individuální soutěže na olympijských hrách v Soči roku 2014 (krom toho má olympijské zlato a stříbro ze soutěže družstev). V roce 2011 byl vyhlášen kanadským sportovcem roku. Je nejúspěšnějším kanadským krasobruslařem všech dob. Byl synem emigrantů z Hongkongu. Kariéru ukončil ve 27 letech.